# 王勇 (1955年9月)
王勇（1955年9月—），男，汉族，浙江宁波人，中华人民共和国政治人物。浙江省委党校本科学历，曾任宁波市十四届人大常委会主任。

## 生平
1971年10月参加工作。1980年8月加入中国共产党。曾任宁波市汽车运输公司经理，宁波市公路运输总公司总经理，宁波市交通委员会副主任、副书记；慈溪市市委副书记、代市长、市长，慈溪市市委书记。
2001年3月任宁波市市长助理，慈溪市市委书记；2001年6月任宁波市市长助理，杭州湾大桥工程指挥部总指挥、党委书记，慈溪市委书记；2001年10任宁波市市长助理，杭州湾大桥工程指挥部总指挥、党委书记；2003年任宁波市委常委、宁波市市长助理，杭州湾大桥工程指挥部总指挥、党委书记。
2006年4月任宁波市委常委、宁波市常务副市长，杭州湾大桥工程指挥部总指挥、党委书记。
2012年2月2日拟提名为中共宁波市第十二届委员会副书记候选人。
2012年2月29日任为中共宁波市委副书记。
2014年1月11日任宁波市委副书记、市人大常委会主任。
2017年4月13日退休。